# Uksem
Uksem (officieel: Uxem) is een gemeente in de Franse Westhoek, in het Franse Noorderdepartement (Frans: département du Nord). De gemeente ligt in Frans-Vlaanderen, dicht bij Duinkerke en grenst aan de gemeenten Leffrinkhoeke, Tetegem, Warrem, Gijvelde en De Moeren. Uksem is een klein dorpje met een vlak landschap en vooral landbouwactiviteiten. In het noorden wordt Uksem van de zee gescheiden door de autosnelweg A16, en aan de zuidkant kan men de heuvels van Frans-Vlaanderen zien. De gemeente had op 1 januari 2022 1.524 inwoners.

## Naam
De oorspronkelijke plaatsnaam van het dorp is Ukesham en heeft een Oudnederlandse herkomst. De oudste vermelding is van 1026-1050, als Ukesham. Het betreft een samenstelling, waarbij het eerste element een genitief is van een persoonsnaam + -ham (aangeslibd stuk land, een begroeide waard of griend, of een aan water gelegen weiland). De betekenis van de plaatsnaam is dan: 'stuk land/aan water gelegen weiland van X'.

## Geschiedenis
Uksem behoorde bij het graafschap Vlaanderen, maar in 1658 vond de Slag bij Duinkerke plaats, waarbij Uksem, en tevens Duinkerke en omgeving, Engels bezit werd. In 1662 werd het gebied door Lodewijk XIV van Frankrijk gekocht van de Engelsen.
In juni 1940 werd Uksem geheel verwoest tijdens de strijd die Britten en Fransen leverden tegen de Duitsers.

## Geografie
De oppervlakte van Uksem bedroeg op 1 januari 2022 8,27 vierkante kilometer; de bevolkingsdichtheid was toen 184,3 inwoners per km².

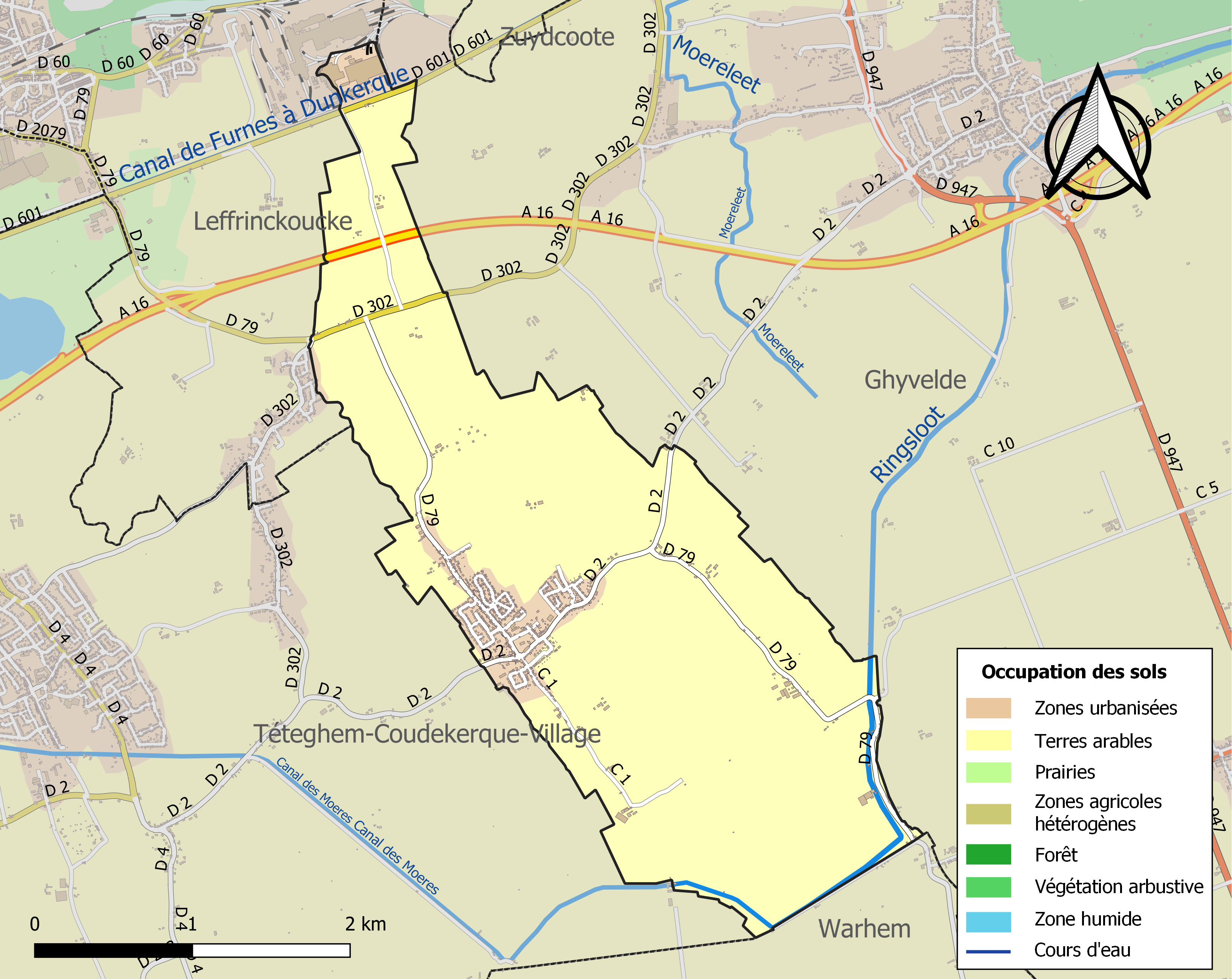
Kaart van de gemeente met belangrijkste infrastructuur, bodemgebruik en omliggende gemeenten

## Bezienswaardigheden

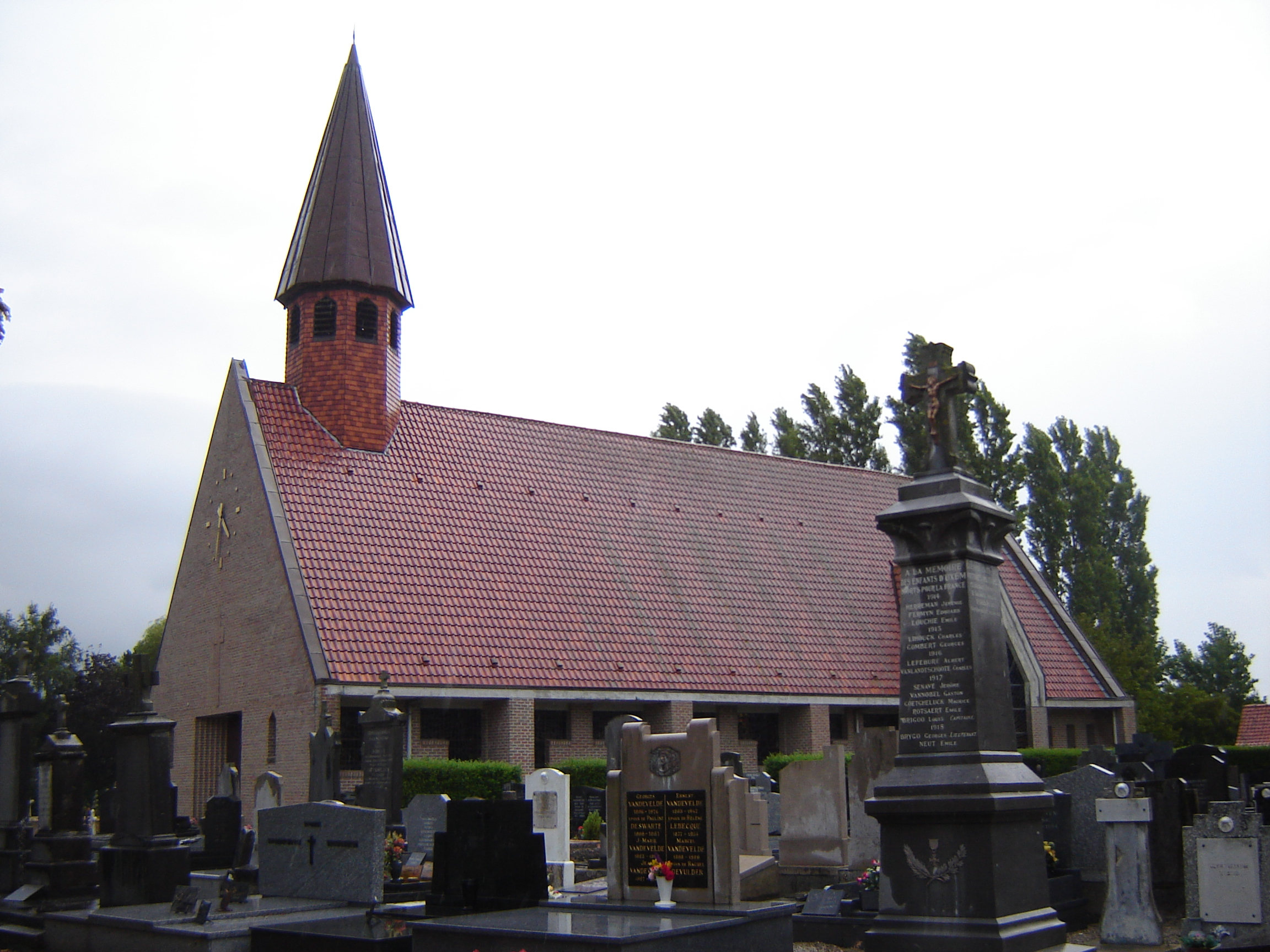
Sint-Amanduskerk in Uksem

- De Sint-Amanduskerk. Deze dateert uit 1988. In de loop van de 20e eeuw had het dorpje ten gevolge van oorlog of brand vier verschillende kerken. De oude kerk dateerde van rond de 17e eeuw. Deze stenen kerk werd echter vernield in de Tweede Wereldoorlog. Een noodkerk werd toen opgericht, in afwachting van een nieuwe kerk. In de jaren 50 werd begonnen met de bouw van een nieuwe kerk, die in 1969 werd ingewijd. Deze kerk had een houten geraamte en werd bij een brand in 1986 geheel vernield. In 1988 was uiteindelijk de nieuwe moderne kerk klaar.

## Natuur en landschap
Uksem ligt in het Blootland, een boomloos poldergebied waar tarwe, suikerbiet en aardappelen worden verbouwd. In het zuiden ligt de Kleine Moeren (Petites Moëres), dat door Wenceslas Cobergher werd drooggelegd. Einde 20e eeuw kreeg Uksem een nieuwe wijk die vooral bevolkt werd door forenzen.

## Demografie
Onderstaande figuur toont het verloop van het inwonertal (bron: INSEE-tellingen).

## Nabijgelegen kernen
Leffrinkhoeke, Tetegem, Hooimille, De Moeren, Gijvelde